# 埃根 (路易斯安那州)
埃根（英語：Egan）是位於美國路易斯安那州阿卡迪亞堂區的一個人口普查指定地區。

## 人口
根據2020年美國人口普查的數據，埃根的面積為12.59平方千米，當中陸地面積為12.56平方千米，而水域面積為0.03平方千米。當地共有人口618人，而人口密度為每平方千米49.09人。